# Galápagosi fülesbagoly
A galápagosi fülesbagoly (Asio galapagoensis) a madarak (Aves) osztályának bagolyalakúak (Strigiformes) rendjéhez, a bagolyfélék (Strigidae) családjához tartozó faj.
Hosszú időn át a réti fülesbagoly (Asio flammeus) galápagos-szigeteki alfajának tartották. Claus König és Friedhelm Weick német ornitológusok 2008-ban megjelent monográfiájában, (mely az egész családot átfogta) különálló, teljes értékű fajnak nyilvánították.
Mivel a faj hazájául szolgáló szigetek több, mint 1000 kilométeres távolságban fekszenek a dél-amerikai kontinenstől a géncsere lehetősége megszűnt. A szigeten élő madarak genetikailag és viselkedésben és eltérnek a kontinentális formáktól, így külön fajjá nyilvánításuk indokolt.

## Elterjedése, élőhelye
A faj elterjedési területe kizárólag az Ecuador államhoz tartozó, attól mintegy 1000 km-es távolságban a Csendes-óceánban fekvő Galápagos-szigetekre korlátozódik.
Ott a faj elterjedt a legtöbb nagyobb szigeten. Állandóan egy helyben élő faj.
Élőhelyei elég sokfélék, előfordul a szigeteken magasabban fekvő nedves erdőkben és réteken, de az alacsonyabban fekvő száraz tüskebozótosokban és a kaktuszerdőkben is.
A valódi bagolyfélék családjának egyetlen képviselője a szigeteken.

## Megjelenése
Testhossza 35 centiméter, így nemének egyik közepesen megtermett tagja.
Mint minden fülesbagoly, ez a faj is visel felmereszthető tollfüleket a feje két oldalán. Ezek azonban elég kicsik és egyáltalán nem feltűnőek.
Tollazata rozsdabarna, fehér és fekete mintával. Arca jóval fehéresebb, mint a teste többi része.

## Életmódja
Többnyire magányos és nappal is szokott vadászni. Többnyire nappali életmódú faj, de ahol nagyobb számban előfordul a galápagosi ölyv (Buteo galapagoensis), ott inkább éjszakai életmódra tér át, elkerülve a táplálék-konkurenciát.
Egy-egy alkalmas figyelőhelyen (nagyobb lávatömbön, kaktuszfán) várakozik prédára lesve.
Tápláléka a nembeli rokonaitól eltérően elsősorban kisebb testű madarakból áll, mivel ezekből mindig megfelelő mennyiség áll rendelkezésére a szigeteken.
A nagyobb szigeteken fő táplálékállatai a Darwin-pintyek közül kerülnek ki. Nagyobb testméretű madarakat is le tud gyűrni, elkapja a kifejlett galápagosi viharmadarat, a galápagosi gerlét és a vöröslábú szula félig kifejlett fiókáit is.
A kisebb és közepes méretű tengeri madarak kolóniái a fészkelési időszakban állandó táplálékkal látják el.
A különböző viharfecskefajok, mint az (Oceanodroma tethys) és az (Oceanodroma castro) kolóniáinak a fészkelőlyukak környékén lesben áll és akkor kapja el a viharfecskéket, amikor azok visszatérnek odúikba vagy azokból épp kifelé repülnek.
A madarak mellett elkapja a szigeteken megtalálható egér és patkányfajokat is. A kisebb leguánokat is legyűri és olykor rovarokat is fogyaszt.

## Szaporodása
Az ivarérettség egyéves kortól kezdődik, a költési időszak novembertől májusig tart. A talajra rakja fűszálakból álló fészkét. Ha teheti elrejti fészkét egy nagyobb lávatömb alá, vagy egy fa gyökerei közé.
A fészekaljában 3-4 fehér tojás található, de a legtöbb pár csak kettő tojást rak fészekaljanként.
A tojásokon 26 napig kotlik a tojó. Ezalatt a hím látja el őt táplálékkal. A fiatal madarak 5 hetes korukban repülnek ki.

## Fordítás
- Ez a szócikk részben vagy egészben  a   Galápagos-Ohreule című német Wikipédia-szócikk ezen változatának fordításán alapul.  Az eredeti cikk szerkesztőit annak laptörténete sorolja fel. Ez a jelzés csupán a megfogalmazás eredetét és a szerzői jogokat jelzi, nem szolgál a cikkben szereplő információk forrásmegjelöléseként.